# Navedzhi Ier Mufa Muchimbunj
 (mars 2025).
 (février 2024).
La mise en forme du texte ne suit pas les recommandations de Wikipédia : il faut le « wikifier ».
Les points d'amélioration suivants sont les cas les plus fréquents. Le détail des points à revoir est peut-être précisé sur la page de discussion.
- Les titres sont pré-formatés par le logiciel. Ils ne sont ni en capitales, ni en gras.
- Le texte ne doit pas être écrit en capitales (les noms de famille non plus), ni en gras, ni en italique, ni en « petit »…
- Le gras n'est utilisé que pour surligner le titre de l'article dans l'introduction, une seule fois.
- L'italique est rarement utilisé : mots en langue étrangère, titres d'œuvres, noms de bateaux, etc.
- Les citations ne sont pas en italique mais en corps de texte normal. Elles sont entourées par des guillemets français : « et ».
- Les listes à puces sont à éviter, des paragraphes rédigés étant largement préférés. Les tableaux sont à réserver à la présentation de données structurées (résultats, etc.).
- Les appels de note de bas de page (petits chiffres en exposant, introduits par l'outil «  Source ») sont à placer entre la fin de phrase et le point final[comme ça].
- Les liens internes (vers d'autres articles de Wikipédia) sont à choisir avec parcimonie. Créez des liens vers des articles approfondissant le sujet. Les termes génériques sans rapport avec le sujet sont à éviter, ainsi que les répétitions de liens vers un même terme.
- Les liens externes sont à placer uniquement dans une section « Liens externes », à la fin de l'article. Ces liens sont à choisir avec parcimonie suivant les règles définies. Si un lien sert de source à l'article, son insertion dans le texte est à faire par les notes de bas de page.
- La présentation des références doit suivre les conventions bibliographiques. Il est recommandé d'utiliser les modèles {{Ouvrage}}, {{Chapitre}}, {{Article}}, {{Lien web}} et/ou {{Bibliographie}}. Le mode d'édition visuel peut mettre en forme automatiquement les références.
- Insérer une infobox (cadre d'informations à droite) n'est pas obligatoire pour parachever la mise en page.

Pour une aide détaillée, merci de consulter Aide:Wikification.
Si vous pensez que ces points ont été résolus, vous pouvez retirer ce bandeau et améliorer la mise en forme d'un autre article.
Navedzhi Ier Mufa Muchimbunj (mort vers 1775) était le 5ème empereur de l'empire lunda de 1766 à 1775. L'empire Lunda atteint son apogée sous son règne.

## Biographie
Il monte sur le trône en 1766. Il poursuit la politique agressive et active de ses prédécesseurs. Il consolide son pouvoir sur les états vassaux de l'empire, de Yak sur la rivière Kwango à l'ouest jusqu'à Kazembe sur la rivière Lwapula à l'est. Ensuite, les terres du nord de la rivière Lulua ont été conquises et les « principautés gardiennes des frontières » ont été créées pour protéger les Lunda des attaques des Luba.

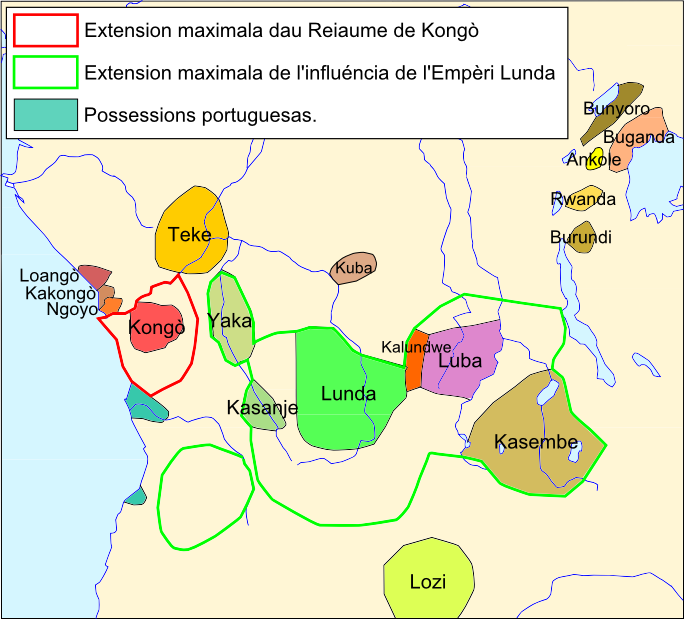
L'empire Lunda et ses états vassaux sous le règne de Navedzhi Ier (entourés d'une ligne verte)

Il a combattu avec succès contre Ilunga Nsungu (uk), souverain de l'empire Luba. En conséquence, il s'est progressivement déplacé vers le nord, atteignant le lac Tanganyika. Pendant un temps, il força même Luba à reconnaître la suprématie de Lunda.
Il contribua activement au développement des échanges commerciaux avec les Portugais à l'ouest et les Arabes à l'est. Pour cela, il établit la suprématie sur Cassange, qui était un intermédiaire dans le commerce avec les Portugais.
Il décède vers 1775. Cikomb Yaav Italesh lui succéde.

## Sources
- Histoire générale de l'Afrique. Tome V : L'Afrique du XVIe au XVIIIe siècle (Editeur BA Ogot), pp. 588-607 : Ndaywelè Nziem. Le système politique des Luba et Lunda : son émergence et son expansion (anglais)
- Davidson, Basil, La traite des esclaves africains. Boston, 1980.
- Edgerton, Robert B., Le cœur troublé de l'Afrique : une histoire du Congo. New-York, 2002.